# Días de eclipse
Días de eclipse (en ruso: Дни затмения, transliterado Dni satmenija) es una película soviética de 1988 del director Alexander Sokurov.  Yuri Arabov y Pyotr Kadochnikov escribieron el guion basado en la novela de ciencia ficción Mil millones años antes del fin del mundo de Arkadi y Borís Strugatski (en ruso: «За миллиард лет до конца света»).

## Trama
Dmitri Malyanov, un joven médico pediatra de Nizhni Nóvgorod recién graduado en Moscú, recibe, a petición propia, un puesto en la ciudad de Krasnovodsk (hoy Turkmenbashi) en la República Socialista Soviética de Turkmenistán, una región remota, cálida y muy pobre de la Unión Soviética. Atiende a pacientes en la ciudad, en las estepas, y en una clínica psiquiátrica. Además de su trabajo diario, Maljanov investiga los efectos de las prácticas religiosas en la salud humana. Llega a la conclusión de que la religión y la creencia en Dios pueden mejorar la salud de los creyentes. Mientras intenta escribir su tesis, ocurren una serie de eventos extraños y Malyanov llega a la conclusión de que una fuerza desconocida le impide completar su investigación.
Uno de estos extraños sucesos es la entrega de un paquete que no había pedido. Al irse, el repartidor roba una pila de páginas manuscritas de los resultados de sus pruebas y las deja volar por el patio. Un poco más tarde, llega de visita Alexander Vecherovsky, un geólogo local, el único verdadero amigo de Dmitri en esta ciudad. Mientras está sentado junto a una ventana enrejada disfrutando de una baguette, un gran varanus, al que ha llamado José, se acerca cada vez más desde fuera y quiere comer algunas verduras. Dmitri desempaqueta el paquete que recibió antes y encuentra una langosta grande envuelta en gelatina. Alexander quiere saber qué lo llevó a esta zona desierta, ya que es ruso, y le responde que apenas recuerda a Nizhni Nóvgorod, a pesar de que su hermana le escribe regularmentee, y que si bien luego estuvo en Moscú durante seis años, aquí se siente más libre. Sólo cuando sus pacientes le hablan turcomano se irrita, y se queda mudo porque no comprende bien el idioma. Aquí también descubrió que el número de enfermedades entre los residentes es cinco veces mayor que entre los viejos creyentes. 
Cuando llega a casa, su hermana está sentada en su habitación. Recibió un telegrama de él, que él no envió. Le pregunta qué ha perdido en esta zona y por qué está todo tan sucio y desordenado. Cuando entra al dormitorio, grita porque ve una serpiente en el suelo. Señalando que esta serpiente tentó a Eva, Dmitri se la pone sobre el hombro y la saca de la habitación. Conoce al ingeniero militar Snegovoi, con quien va a su apartamento donde le regala un libro, que cambia por otro con sus comentarios personales. Las preguntas de Snegovoi son un poco confusas: quiere saber si Dmitri está trabajando en algún asunto secreto, lo cual él niega porque su investigación es puramente privada y no ha notado nada inusual en su entorno últimamente. Cuando regresa a casa, nota que la tierra tiembla y sospecha que alguien debe estar en su contra. Luego pasa un tiempo hablando con su hermana, quien lo acusa de egoísta porque no regresó a Nizhni Nóvgorod con el pretexto de continuar sus estudios; por lo cual, ella tenía que seguir cuidando de su madre y no podía casarse con el hombre que amaba porque vivía en Kiev.
A la mañana siguiente, el apartamento de Snogowoi está lleno de policías y personal médico porque se pegó un tiro durante la noche. Dmitri sólo puede observar cómo lo llevan en el coche fúnebre y anda en bicicleta durante mucho tiempo para distraerse. De regreso a su oficina, encuentra un sobre con dinero de su hermana, quien  se fue inesperadamente. Cuando se sienta frente a su máquina de escribir,  suena el timbre, abre e inmediatamente es amenazado por un hombre uniformado con un fusil Kalashnikov que afirma que quiere recogerlo para un curso de reservista. Pero rápidamente resulta que se trata de un oficial desertado del ejército soviético Gubar, a quien se busca desde hace mucho tiempo. Sólo quiere quedarse hasta la noche y luego seguir viaje, pero tiene que salir de casa antes de lo previsto porque sus disparos de advertencia a Dmitri han delatado su escondite y los equipos de búsqueda del ejército están tras su pista. En las montañas cercanas, Gubar es rodeado y fusilado, lo que Dmitri observa de cerca. Como no puede encontrar la paz, va en bicicleta a la morgue para ver el cuerpo de Snegowoi, el cual de repente se vuelve hacia él y comienza a hablar: Éste no es lugar para personas vivas y le resulta muy doloroso cuando sus brazos y piernas ya no obedecen. Además, a todos se les asigna un círculo del que no pueden salir, de lo contrario vendrán los guardias y restablecerán el orden. No tienes idea de qué guardias despiertas y qué poder vuelves contra ti mismo. 
Dmitri acude inmediatamente a su amigo Alexander para evaluar lo que acaba de vivir, porque el asunto le ha pasado factura. Cuando Alexander sale brevemente de la habitación, Dmitri encuentra un libro con fotografías de Adolf Hitler y lo hojea mientras se transmite por radio un discurso de Leonid Brézhnev a los miembros del Komsomol. El apartamento tiene vistas al Mar Caspio y Dmitri se da cuenta de que nunca ha estado en el Mar Negro. Pero Alexander estuvo allí hace mucho tiempo y añade que sólo unos pocos están donde podrían y deberían estar. Su abuelo murió cerca de su lugar de nacimiento, no lejos de Yalta. Cuando su padre murió, su madre intentó conseguir un permiso para mudarse a Simferopol como ingeniera, pero no pudo conseguirlo ni conseguirencontrar trabajo. Sólo pudo mantener viva a la familia vendiendo verduras de su huerto. La única razón de este y otros acosos era su afiliación con los tártaros de Crimea. Alexander dice que la mitad de los pueblos murieron durante el reasentamiento. Debido a estos reasentamientos, sus padres actuales también están aquí en Turkmenistán, porque como alemanes del Volga corrieron la misma suerte. Le dejaron la casa en la que ahora vive y se mudaron al otro lado de la ciudad.
Cuando Dmitri regresa a su oficina, hay un niño hambriento tirado en el patio frente a su puerta. Primero lo lavan bien y luego le dan algo de comer. A esta hora se transmite por radio una misa católica desde Roma. El niño dice que está muy enfermo. Cuando mira a Dmitri, puede ver cómo está envejeciendo. Tampoco quiere que busquen a sus padres, porque es culpa de Dmitri si le dan una paliza por su investigación. Tras la conversación, Dmitri coge gran parte de sus escritos, los saca a la calle y los quema para lograr la paz. Pero lo piensa mejor y todavía puede salvar una parte de las llamas. De regreso a la oficina, llega el niño y Dmitri lo examina. Por la tarde quiere llevarlo al oftalmólogo, pero el niño le dice que no podrá. Entonces suena el timbre y el niño inmediatamente sabe que lo van a recoger. Dmitri se resiste, pero no puede hacer nada porque el padre desaparece en el cielo con el niño, como un ángel.
En su confusión, Dmitri vuelve con Alexander para hablarle de lo que ha experimentado. Ya recibe la visita de su antiguo profesor de historia, Gluchov, y juntos observan un misterioso incendio en un cable en el apartamento, mientras Gluchov convence a Dmitri de que no se meta en ningún lado y viva de forma más sencilla. Cuando suena el teléfono, Glukhov le ruega que no conteste, pero cuando Dmitri contesta, el otro lado cuelga. Cuando suena el timbre, Gluchov le piede que no abra, pero es Marina con su hijo, la que sólo quiere recoger a Gluchov, quien no debería salir los domingos.
Sin informar a Dmitri, Alexander decide abandonar para siempre esta zona irreal y trasladarse a la tierra natal de sus padres. Pero Dmitri se da cuenta y acompaña a su amigo de camino al puerto, donde toma un ferry. Poco antes de que el barco zarpe, Alexander le entrega sus diarios y le pide a Dmitri que informe a sus padrastros sobre su partida, ya que ellos tampoco lo saben. Se aseguran mutuamente su amistad hasta que finalmente se separan y Dmitri durante mucho tiempo observa al barco alejándose.

## Elenco
La película cuenta con un elenco de no profesionales.
- Aleksei Ananishnov como Malyanov
- Eskender Umarov como Vecherovsky
- Irina Sokolova como la hermana de Malyanov
- Vladimir Zamansky como Snegovoy
- Kirill Dudkin como Gluchov
- Aleksei Yankovsky como el padre de Snegovoy
- Viktor Belovolsky como Gubar
- Sergei Krylov como niño pequeño

## Antecedentes

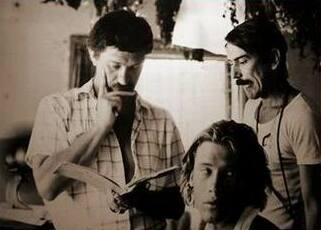
Sokurov, Anischnow y Yurisditsky durante un descanso del rodaje (Krasnovodsk, verano de 1987)

Alexander Sokurov pasó su infancia en aldea Podorvija, Óblast de Irkutsk. Su padre sirvió como oficial en la guarnición de Turkmenbashi y su familia se mudó muchas veces.  Sokurov comenzó sus estudios en una escuela polaca y los completó en Turkmenistán. 
Cuando Sokurov leyó la historia de los Strugatsky, lo llevó de regreso a la ciudad de su infancia, "despertando en el subconsciente la memoria de un mundo especial en el que vivían personas de diferentes nacionalidades, pero que en realidad existía en un vacío cultural total, que incluso los la mayoría de las personas sin pretensiones podrían llevarles a la desesperación." 
La elección de los medios de expresión sigue los sentimientos de los niños. Además del ruso, el director también utiliza en el plano acústico fragmentos de turcomano, armenio, azerbaiyano y buriato: cuando Malyanov recibe la visita del ángel, se escucha en la radio una misa católica desde Roma, y cuando Vecherovsky habla de Crimea Se escuchan tártaros y una canción popular rusa. Cuando hojea un libro con fotos de Hitler en el apartamento de los alemanes del Volga que fueron exiliados aquí, escucha un discurso de Brezhnev a los miembros del Komsomol y Das Wandern ist des Müllers Lust (Caminar es el placer del molinero) de Wilhelm Müller. Se muestran imágenes de decadencia y degeneración: un bazar de Asia Central y una institución psiquiátrica, un concurso de música folklórica y calles vacías, una boda y un entrenamiento militar. Sensaciones casi delirantes, alucinaciones, en la frontera entre Oriente y Occidente, en la frontera entre la infancia y la muerte.

## Producción
El guion difiere en muchas partes de la novela original. Al parecer esto se hizo con el consentimiento de los autores que se nombran en los créditos. La obra, que mezcla elementos documentales y de largometraje, se rodó alternativamente en blanco y negro y en color en formato de 35 mm.  Fue una de las cinco películas que el director de fotografía Sergei Jurisditsky rodó con Sukorov.  Sukorov ya había trabajado con Yuri Khanon en 1978 para su película de examen para el Universidad Panrusa Guerásimov de Cinematografía, pero la película fue rechazada como su tesis. En 1988 se creó una versión restaurada, para la que Krzysztof Penderecki escribió la música y que recibió el Leopardo de Bronce en el Festival de Locarno. 
Después de 12 años, el guionista Juri Arabow habló sobre su trabajo en la película:

Una extraña historia sobre un puñado de europeos que fueron abandonados en un país musulmán. No entienden este país, no entienden a este pueblo y este pueblo no los entiende a ellos. Y estos últimos europeos van desapareciendo poco a poco de esta extraña ciudad que se ha ahogado en la arena. 'Días de eclipse' y 'El segundo círculo': lo mejor de nuestra colaboración con Sokurov. En cualquier caso, amo estas películas más que otras...
Juri Arabow, «Mechanik des Kino-Schicksals», 2000.

### Música
La dimensión musical de Días de eclipse es, como en todas las primeras películas de Sokurov, extremadamente importante y consta de varias capas de diferentes tipos, no pretendiendo ser un fondo sonoro, sino más bien un nivel que representa el contenido y la plenitud emocional, que es fundamental para la percepción de lo visual. La música conecta de forma orgánica y significativa con lo visible y le da su propio significado adicional (desde el punto de vista del autor, por así decirlo). Las imágenes silenciosas de la película parecen inmediatamente "terrenales", como una crónica banal de la vida de una provincia soviética olvidada. 
En 1987, Sokurov se acercó al joven compositor de Petersburgo Yuri Khanons, entonces todavía estudiante en el Conservatorio de San Petersburgo, para que creara la música de la película.  La descripción que Sokurov hizo de la música fue bastante vaga: entre otras cosas, “algo para el acordeón ”. El tema musical que define a “Días de eclipse” es una melodía flotante, casi sobrenatural, parecida a un vals con un título extraño (A Head Taken Alone) - dirigida por un acordeón - que forma un arco estructurante: suena al principio (prólogo musical de la película), en la mitad y en el final de la película.
La intensidad emocional y de contenido de la música es tan grande que cada elemento visual se transforma en un “clip” casi independiente cuando se combina con esta música.  Los fragmentos vocales fueron interpretados por el propio autor (con una voz de cabeza distorsionada), lo que contribuyó al efecto de una estridente alienación expresionista de las imágenes apocalípticas creadas por Sokurov. Todas las escenas con la música de Khanon tienen un fuerte impacto emocional, y es difícil decir qué elemento prevalece: lo visual o lo acústico. Se puede comparar la música de Khanon en esta película con una especie de filtro o prisma a través del cual el espectador percibe las imágenes de Sokurov. 

...Nunca había trabajado tanto con un compositor, y me asombró su absoluta comprensión de la tarea específica, así como los resultados increíblemente precisos de su trabajo, que siempre dieron en el blanco a la perfección. Todo (orquestación, arreglo, elección de instrumentos) fue creado de manera increíblemente precisa y absolutamente de acuerdo con mi concepto. Creo que el sonido en la película no sólo está ahí para afectar emocionalmente al espectador, sino a su propio nivel semántico: lo espiritual en la película se encuentra en el sonido.
Alexander Nikolajewitsch Sokurov. 26 de septiembre de 1988. — Magazin «Ars», № 12, 1988. Letonia.

...Su música para 'Días de eclipse' todavía actúa como una renovación diez años después y es -no tengo miedo de decirlo- brillante. Yuri Khanon dijo que no escribió esta música ni para el guion ni para las imágenes, sino para el rostro de Sokurov. Por eso llamó al primer y más importante fragmento Una sola cabeza. El pathos épico de la película surge de este fragmento. La cámara flota en el aire, un largo grito se abre paso entre las voces de los niños (no es una voz de mujer sino el propio Y.Kh.) y se queda en silencio en el momento del colapso con la tierra. Y comienza la música...
Irina Ljubarskaja, Neuste Geschichte des vaterländischen Kino.

Además de la composición de Khanon, la película también incluye fragmentos clásicos (Barcarola de Offenbach de Los cuentos de Hoffmann, Romance para piano op. 28 n.º 2 en fa sostenido mayor de Schumann) así como canciones populares (la canción popular rusa Voy a la calle, una versión de la Los tres cerditos) y música folclórica de Asia Central. 

## Estreno
Días de eclipse fue el tercer largometraje de Alexander Sokurov. El estreno tuvo lugar el 14 de mayo de 1988 en el Cine Catedral de Moscú, sede de la Asociación de Cine Soviético. El número de espectadores en la Unión Soviética se cifra en 700.000. Aunque es una película en dos partes, la mayor parte se representó en una sola función. Una primera representación en Alemania fue 6 de julio de 1991 en el cine Arsenal de Berlín.  Una primera emisión televisiva tuvo lugar el 18 de diciembre de 1989 con el título Días del eclipse solar por la cadena de televisión S 3. Alexander Sokurov dedicó la película a la doctora de Leningrado Lyudmila Yakovlevna Rusinova.

## Análisis
Sokúrov dijo sobre su trabajo: “La película se rodó en la ciudad de Krasnovodsk, en el oeste de Turkmenistán. Turkmenistán Occidental es una de las zonas más complejas de nuestro país desde el punto de vista político, económico y humanitario. Aquí no existe una cultura ancestral consolidada, todo está mezclado. El ruso no comprende que es ruso. El turcomano, que es turcomano. Ninguno de los grupos nacionales tiene la oportunidad de realizar su identidad espiritual. Todo existe en paralelo bajo condiciones de interacción sin sentido y opresión mutua. Intentamos reflejar eso en la película”. 
El crítico de cine Timofejewski lo ve de otra manera: “Días de eclipse se ve a sí misma como una película apocalíptica y como un fenómeno político-cultural al mismo tiempo. Su clara nota mesiánica provocó reacciones contradictorias entre el público soviético: Días de eclipse se considera un mensaje para la asombrada humanidad. Un hombre, quizás médico, quizás también escritor, llega a Asia Central, donde debe pasar por una serie de pruebas abstractas: contra el miedo, el odio, la muerte, la soledad, la amistad, un niño y Asia como metáforas de un mundo extranjero. En el transcurso de esta peculiar novela educativa, el héroe habla sobre el destino de los tártaros de Crimea y muestra su poderoso y expuesto cuerpo. Al final se une al universo con la música de Schumann. Podría haber sido una película notable sobre los anhelos (homo)sexuales tácitos de un joven si todo el asunto no se hubiera elevado a un nivel tan misionero... Sokurov tomó prestado mucho de Tarkovsky. Lo que afortunadamente evitó fueron sus trágicas dudas. Está sin duda convencido de su misión como profeta y envía mensajes a la humanidad; en el proceso, algunos de los métodos estilísticos de Tarkovsky inevitablemente se convierten en autoparodia, y el cine de autor se convierte en un nuevo género..." 
Esta opinión contradice otra expresada por el crítico de cine Shmyrov: “La sombra del apocalipsis se cierne desde hace mucho tiempo sobre nuestra cinematografía. No me refiero a Cartas de un hombre muerto, sino más bien a las últimas películas de Tarkovsky, Alexander Pawlowitsch Rechwiaschwili, El desfile de los planetas de Abdraschitov, en las que el sentido fatalista del presente y de la historia se condensa en una expectativa del apocalipsis -como retribución y liberación trágica. Sería ingenuo explicar el tono misionero del propio Sokurov a partir de su incapacidad para una autorreflexión irónica. En Días de eclipse, Sokurov encontró una densa metáfora de la conciencia atávica del estancamiento. Así es como se puede ver la vida del héroe que huyó de la vida cotidiana al ensimismado desierto turcomano, donde la existencia sólo es posible en una estrecha extensión de tierra, entre la hipócrita pompa de la era Brézhnev y la tragedia de la guerra en Afganistán 
Sokurov formula este punto con mayor precisión: “De vez en cuando me ataca una gran decepción por el hecho de ser ruso. Lo complicado de la situación actual es que el Estado (soviético) se está derrumbando ante todos nuestros ojos, incluido el ruso, que tanto nos era querido en nuestras ideas románticas sobre la historia rusa. La situación actual me recuerda a un teatro en el que los actores en el escenario y el público en la sala se torturan mutuamente por igual. Así se atormentan los rusos, los estonios, los azerbaiyanos, los armenios y los turcomanos. La práctica política moderna ha tratado la cultura intelectual de las nacionalidades con tal arrogancia que nos ha presentado a todos los que tenemos que existir bajo un mismo techo una elección trágica. Suena cruel, pero nadie en el mundo puede resolver los problemas nacionales, o eso me parece a mí. Desafortunadamente, la solución es cada vez más lenta y requiere demasiado tiempo. Además, con sus esfuerzos totalitarios, el Estado ha destruido religiones e iglesias, que hoy no pueden acudir en ayuda de sus creyentes ni del Estado.” 
Filmdienst.de resaltó que se trata de  "Una obra formalmente compleja y estéticamente encriptada que permanece asociativa, ambigua y abierta en su descripción de una confusión cosmológica del lenguaje babilónico. Se desarrolla un flujo de imágenes apocalípticas en tonos amarillos y marrones, que se superponen y apuntan más allá de sí mismas. Los temas centrales son la situación caótica en el Estado multiétnico soviético y la confusa búsqueda del hombre de una profundidad religiosa." 
iffi.at indica la dimensión política del largometraje: "La frágil narrativa alterna orgánicamente entre sepia y color en tomas cuidadosamente compuestas. Como casualmente, la película aborda la historia de los tártaros de Crimea, el amor homosexual y la guerra de Afganistán. Sokurov discrepa del Estado multiétnico soviético, al que considera responsable de la pérdida de identidades nacionales." 
John A. Riley, Sense of Cinema, analiza la película en el marco del cine de la época y la obra posterior del director: "Sokurov construye una película en la que no existe una línea base de la realidad contra la cual se puedan juzgar los sueños o las visiones. Esto es más evidente cuando Malyanov conversa con un personaje que murió antes. Esto no se presenta como un sueño o un flashback, sino que simplemente se incluye junto con otras curiosidades para nuestra contemplación. Estas técnicas también están asociadas con Tarkovsky; en concreto, la imposible conversación entre Rublev y Theophanes en Andrei Rublev (1966). Sokurov ampliaría –tal vez perfecta– su exploración de un “tiempo fuera de lo común” en Russian Ark, donde figuras de diferentes épocas históricas se mezclan e interactúan en una sola toma." 

## Premios
- Premio de Cine Europeo (Premio Especial a la Mejor Música) de la Academia de Cine Europeo (EFA) en 1988 al compositor Juri Khanon [22]
- Premio Nika de Cine de la Unión de Cinematógrafos de la URSS al mejor trabajo sonoro de 1989 para Vladimir Persov
- Yuri Khanon fue nominado al Premio Nika Film a la Mejor Música en 1989
- Premio Anual de la Unión de Directores de Fotografía de la URSS (1989) al mejor trabajo como director de fotografía – Sergei Jurisditsky
- En 2000, Días de eclipse entró en la lista de las cien mejores películas de la historia del cine ruso (según el Gremio de Críticos de Cine de Rusia)
- La película también fue incluida entre las 100 mejores películas del siglo XX seleccionadas por la Academia de Cine Europeo.